# Хрбошњак (Жирје)
Хрбошњак је мало ненасељено острвце у хрватском делу Јадранског мора у Шибенској акваторији.
Налази се пред око 2 km североисточно од рта Расохе на острву Жирје. Површина острва износи 0,019 km². Дужина обалне линије је 0,52 km. Највиши врх на острву је висок 17 м.
На јужној страни Хрбошњака се налази светионик, који шаље сигнал R Bl 5s са дометом од 5 mi (8,0 km).